# مورتن ينسن (عداء سريع)
مورتن ينسن (بالدنماركية: Morten Jensen)‏ هو عداء سريع دنماركي، ولد في 2 ديسمبر 1982 في إقليم هوفدستادن في الدنمارك.

## وصلات خارجية
- مورتين ينسين على موقع الاتحاد الدولي لألعاب القوى (الإنجليزية)
- مورتين ينسين على موقع الدوري الماسي (الإنجليزية)
- مورتين ينسين على موقع أوليمبيديا (الإنجليزية)